# Una donna
Una donna is een roman van de Italiaanse schrijfster Sibilla Aleramo (1876-1960) uit 1906.
Dit boek is een van de eerste 'feministische' boeken, verschenen in Italië. Het werd dan ook een waar succes.
In eerste instantie is het boek door de uitgeverijen Treves, Baldini & Castoldi afgekeurd. In november 1906 werd het boek alsnog gepubliceerd door uitgeverij Treves.
De roman is autobiografisch van aard en bestaat uit 22 hoofdstukken. De hoofdpersoon in het boek beschrijft, in de ik-vorm, haar leven vanaf haar jeugd.

## Verhaal
In het eerste deel van de roman beschrijft de hoofdpersoon, haar naam is in het verhaal onbekend, voornamelijk de sterke relatie met haar vader. Hij is haar grote voorbeeld, omdat hij haar leert onafhankelijk en sterk te zijn.
Met haar moeder heeft ze echter een minder sterke band en beschrijft haar als een onderdanige, opofferende vrouw met een zwak karakter. De hoofdpersoon kan haar karakter niet goed begrijpen en voelt zich door haar moeder onbegrepen.
Als de hoofdpersoon 15 jaar is, besluit haar vader Milaan te verlaten om als directeur een chemische fabriek te runnen, waardoor de familie verhuist naar het zuiden.
In haar jeugd wordt ze al snel bewust van het feit dat ze anders is dan andere meisjes; ze werkt als secretaresse in de fabriek van haar vader, is zeer leergierig en ze eigent zich dan ook op autodidactische wijze kennis toe om haar dromen en idealen waar te kunnen maken. Als de hoofdpersoon verkracht wordt door een werknemer, wordt ze verplicht op jonge leeftijd met hem te trouwen. Tussen de twee bestaat geen liefde; haar man is zeer jaloers en sluit haar lange tijd op in huis, wat tot gevolg heeft dat de hoofdpersoon beperkt wordt in haar doen en laten. De hoofdpersoon voelt zich steeds minder begrepen door haar omgeving en is zeer gefrustreerd. Als ze zwanger blijkt te zijn, ontwikkelt ze gevoelens van angst en ontzetting, maar deze gevoelens verdwijnen spoedig als haar moederinstincten ontwaken. Ze voelt dat ze een doel heeft in haar leven; haar kind te behoeden van alle negativiteit en het te beschermen van de omgeving en de consertiviteit. Haar relatie met haar man en familie verslechtert, ze wordt mishandeld en voelt zich buitengesloten, omdat de burgerlijkheid volgens haar het leven domineert in het dorp waar ze woont. 
Uit frustratie doet ze dan ook een poging tot zelfmoord. Ze besluit haar gevoelens op te schrijven in een schrift en middels briefcontacten met feministen en redacteuren, wordt haar een baan aangeboden bij de redactie van een tijdschrift in Rome. Ze neemt de uitdaging aan en vanaf het moment dat ze in Rome zit lukt het haar met veel moeite en wilskracht haar eigen weg te bepalen. Ze neemt uiteindelijk het drastische besluit haar zoon te verlaten, omdat ze van mening is dat een vrouw geen goede moeder kan zijn als zij haar dromen niet kan verwezenlijken en zich moet opofferen voor de familie. Ze ziet haar zoon nooit meer terug, omdat de Italiaanse wetgeving van die tijd  gescheiden vrouwen geen recht gaf op de voogdij.
Het is zonder meer haar bedoeling geweest om een meesterwerk te schrijven dat in strijd is met de regels en de Italiaanse wetgeving van die tijd. Vele recensies die door vrouwen en mannen uit haar tijd geschreven zijn, delen allen dezelfde mening: ‘scritto con l’anima sulla punta della penna’, uno di quei libri che ‘non si dimenticano’ e che lasciano ‘un’impronta, un segno, una cicatrice’ per la vita, ofwel: geschreven met hart en ziel, een van die boeken die niet in de vergetelheid zal geraken en die een vingerafdruk, een teken, een omlijning voor het leven achterlaat.
Het boek schreef ze niet om als feminist naar buiten te treden, maar om het thema: de positie van de vrouw in die tijd en de vele tegenstrijdige gevoelens van onmacht, eenzaamheid en liefde in kaart te brengen en te vechten voor een nieuw onafhankelijk leven. Sibilla Aleramo is dan ook een groot voorbeeld geworden voor vele vrouwen die nooit de moed hebben gehad om uit hun onderdanigheid te komen en naar buiten te treden. Door het boek vonden vele vrouwen wilskracht en moed om toch een poging te doen dromen waar te maken.
Door het feministische thema heeft de roman vele debatten veroorzaakt onder het publiek. Het is met veel belangstelling en positiviteit ontvangen. Onder andere Arturo Graf, Luigi Pirandello en Massimo Bontempelli hebben na de publicatie van het boek zeer positieve recensies geschreven.
Het boek is vertaald in het Frans, Duits, Engels, Spaans, Zweeds, Pools, Deens en Nederlands.
Nederlandse vertaling: Sibilla Aleramo, Een vrouw, Feministische Uitgeverij Sara, Amsterdam 1977, Nederlandse vertaling Eva Beata Hendriksen.